# Rhodes Stadium
Le Rhodes Stadium est un stade omnisports américain, principalement utilisé pour le football américain, situé dans la ville de Elon, en Caroline du Nord.
Le stade, doté de 11 250 places et inauguré en 2001, appartient à l'Université Elon et sert d'enceinte à domicile pour l'équipe universitaire des Phoenix d'Elon (pour ses équipes de football américain et de soccer).
Il porte le nom du fiduciaire Dusty Rhodes et de sa femme Peggy ainsi que de leur famille.

## Histoire
Les travaux du stade débutent le 14 mars 2000 pour s'achever un an et demi plus tard le 22 septembre 2001.